# Gof
Gof (znanstveno ime Seriola dumerili) je morska riba iz družine trnoboki (Carangidae).

## Opis
Gof je riba s podolgovatim vretenastim in močnim telesom, ki nakazuje odličnega plavalca. Ta pelaška riba sivo-srebrnkaste ali modro-srebrnkaste barve zgornjega dela in srebrnih bokov in trebuha zraste do 1,5 metra v dolžino in doseže težo do 55 kg. V Jadranu se zadržujejo primerki povprečne teže okoli 2 kg. 

## Habitat in razširjenost
Gof živi v manjših jatah na odprtem morju ter ob obalah s strmim robom. Zadržuje se na globinah med 20 in 70 metrov, najdemo pa ga lahko tudi do 360 metrov globoko. Je izrazita roparica, ki se hrani z manjšimi ribami in glavonožci. 
Gof je pogosta riba Sredozemlja z vsemi morji, razširjen pa je tudi v Atlantskem oceanu in ob obalah Indije.
Meso gofa je belo, mehko in izjemno okusno. Po kvaliteti ga uvrščajo med najboljše ribe in ga primerjajo z zobatcem. Največ ga pripravljajo pečenega na žaru.